# Краснокрыл утренний
Краснокрыл утренний (лат. Dictyoptera aurora) — вид жуков из семейства краснокрылов (Lycidae).

## Описание
Длина взрослых насекомых составляет 7—13 мм. Надкрылья красные. У самок крылья шире, чем у самцов.

## Распространение
Живут в лесах. Встречаются в Северной Америке и в Евразии, включая Норвегию и Сибирь (Россия).
На территории России встречаются в том числе в Мурманской области, где известны в Кандалакшском заповеднике.